# Czesław Słania

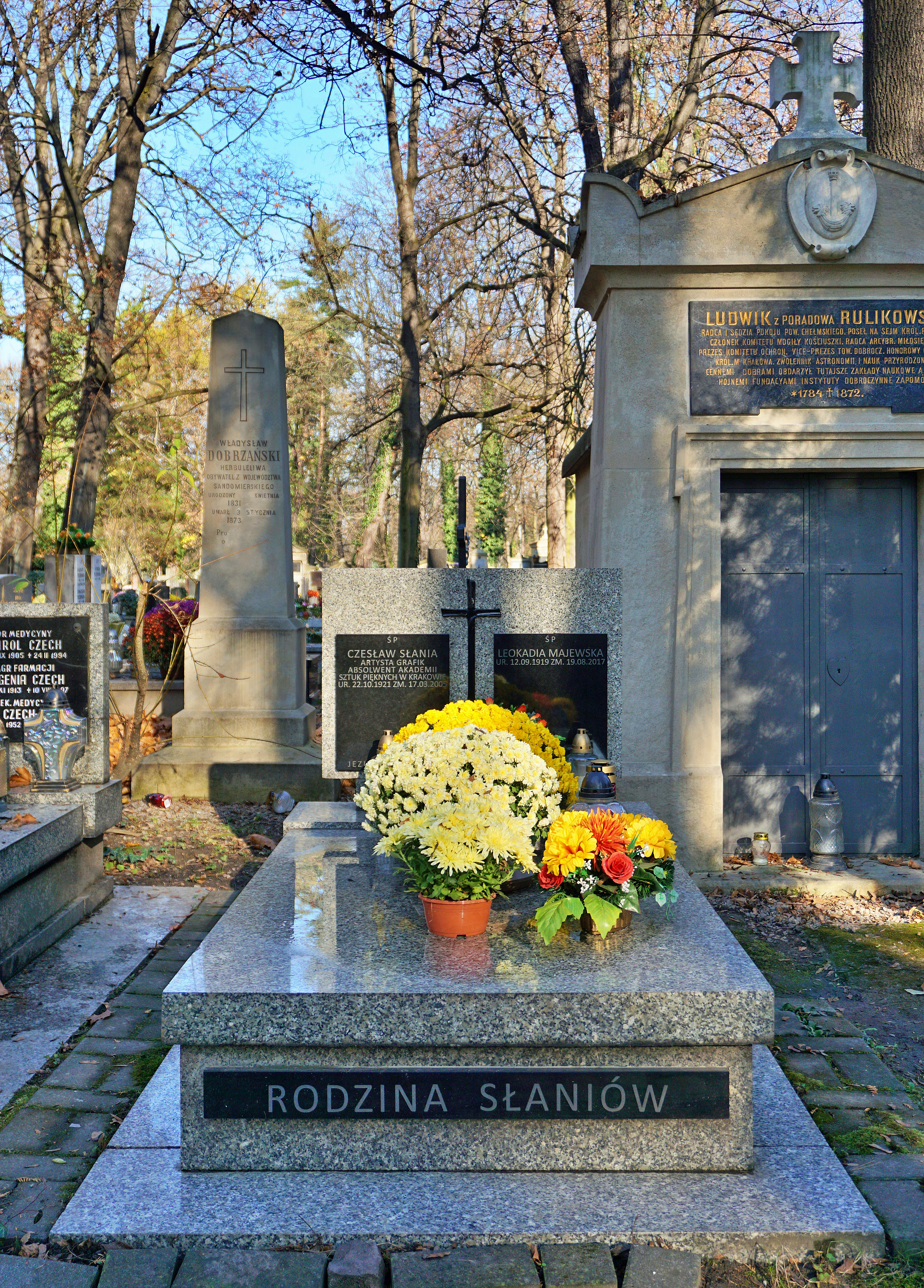
Grób Czesława Słani na cmentarzu Rakowickim

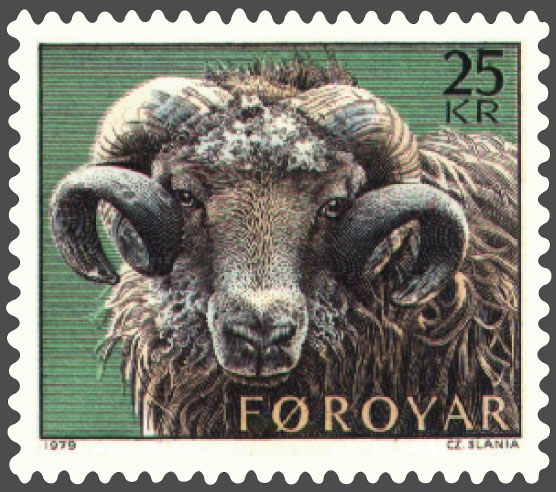
Znaczek pocztowy zaprojektowany przez Czesława Słanię dla Wysp Owczych, wyd. 19 marca 1979

Czesław Słania (ur. 22 października 1921 w Czeladzi, zm. 17 marca 2005 w Krakowie) – polski grawer, projektant znaczków pocztowych i banknotów, od 1959 działający w Szwecji.

## Życiorys
Urodził się 22 października 1921 roku w Czeladzi-Piaskach. Był synem Józefy z domu Żmuda i Ignacego Słani pracującego wówczas jako górnik. Przez sześć lat wraz z rodzicami i młodszą siostrą Leokadią mieszkał przy ul. Krzywej 2. W 1927 roku przeprowadzili się w rodzinne strony matki do Osmolic na Lubelszczyźnie, gdzie spędził dzieciństwo. Tu powstały jego pierwsze prace.

W rzemiośle grawerskim zaczynał od podrabiania szkolnych legitymacji. Wielokrotnie w towarzystwie swego przyjaciela Kazimierza Mameja przemierzali Polskę mając do dyspozycji podrobione „na kolanie” bilety kolejowe.
Po ukończeniu sześcioklasowej szkoły powszechnej, w 1934 roku rozpoczął naukę w gimnazjum w Lublinie. Edukację przerwał w związku z wybuchem II wojny światowej i przez dwa lata do 1941 roku pracował jako buchalter w młynie. Pod koniec okupacji, wiosną 1944 roku, wstąpił do partyzantów Armii Ludowej posługując się pseudonimem „Żuk”. Zajmował się przede wszystkim podrabianiem dokumentów wydawanych przez niemieckie władze okupacyjne. Następnie został wcielony do Armii Ludowej, gdzie dosłużył się stopnia porucznika.
Po zakończeniu wojny zdał najpierw małą, potem dużą maturę i rozpoczął studia na Wydziale Grafiki Akademii Sztuk Pięknych w Krakowie, pod opieką prof. Wiktora Chomicza. Podczas studiów w 1947 roku odbył praktykę w Drukarni Narodowej w Krakowie, gdzie zapoznał się z techniką grawerską, która stała się przedmiotem dalszych studiów. Także podczas studiów wykonał m.in. rysunki do atlasu anatomicznego prof. Tadeusza Rogalskiego. Uznanie przyniosła mu wykonywana przez dwa lata praca dyplomowa „Bitwa pod Grunwaldem Jana Matejki”, wykonana stalorytem w formie znaczka pocztowego. Otrzymał za nią dyplom z cenną pochwałą – Summa Cum Laude.
Po ukończeniu nauki, w 1950 roku podjął pracę w Państwowej Wytwórni Papierów Wartościowych w Warszawie jako grawer, zaprojektował tam pierwsze znaczki. Warsztatu projektowania i grawerowania znaczków uczył się pod kierunkiem Mariana Romualda Polaka. Pierwszym oficjalnym znaczkiem Słani był znaczek wydany z okazji 80-lecia Komuny Paryskiej, gdzie artysta wygrawerował portret generała Jarosława Dąbrowskiego. W sumie w latach 1951-1956 wykonał dla Poczty Polskiej 22 znaczki i 14 projektów.
W 1956 roku z powodu złego stanu zdrowia (choroba płuc) wyjechał do Szwecji. Po kilku latach trudnego emigracyjnego życia związał się z Pocztą Szwedzką (Posten AB) (w 1959 roku).
Pierwszym zaprojektowanym przez niego w Szwecji znaczkiem był wizerunek poety Gustava Frodinga (z okazji 100-lecia urodzin w 1960 roku). Dla poczty szwedzkiej zaprojektował ponad 300 znaczków, m.in. serie poświęcone 90. urodzinom króla Gustawa VI Adolfa, podróżom Linneusza, grzybom, motylom, badaniom morskim. W 1962 roku rozpoczął też współpracę z Duńskim Zarządem Poczty, w 1963 roku z Pocztą Grenlandii. Łącznie – także dla poczt innych krajów, w tym Polski – wykonał ponad 1000 projektów znaczków (m.in. dla Danii, Grenlandii, Wysp Owczych, Islandii, Monako, Niemiec, Francji, Belgii, San Marino, Szwajcarii, Australii, USA, Chin, Tajlandii, Watykanu, ONZ). Dorobek ten sprawił, że jego nazwisko wpisano do Księgi Rekordów Guinnessa jako twórcy rekordowej liczby wygrawerowanych znaczków pocztowych.
Tematyka prac filatelistycznych Czesława Słani obejmowała portrety (panujących, noblistów, aktorów i inne), nazywane „grawerynkami”, florę i faunę, historię i kulturę. Prywatnie wykonywał projekty, które nie znalazły się później w obiegu, nieposiadające nazwy kraju, ani nominału m.in. serię poświęconą walkom o zawodowe mistrzostwo świata w boksie oraz portret Jana Pawła II.
Słania przy wykonywaniu znaczków wykorzystywał technikę grawerską polegającą na tworzeniu rytu na metalowej płytce w lustrzanym odbiciu w skali 1:1. Znaczki pocztowe wykonane techniką stalorytu Czesław Słania sygnował "Cz. Slania s.c.". Skrót s.c. lub sculps. pochodzi od łacińskiego sculpsit - wyrył, rytował.
Obok projektów filatelistycznych zajmował się projektowaniem banknotów. Z jego usług korzystały w tym względzie Argentyna, Belgia, Brazylia, Dominikana, Iran, Izrael, Kanada, Kazachstan, Litwa, Portugalia i Wenezuela. Ponadto grawerował ekslibrisy, plakietki, medale, wykonywał prace dla związków i organizacji polonijnych.
Zmarł 17 marca 2005 roku w Krakowie, został pochowany na cmentarzu Rakowickim w Krakowie (kwatera VIII, rząd płd.).

## Inne
- W czasie zamieszkiwania w Krakowie lubił spędzać czas wspólnie ze swoim przyjacielem Czesławem Konkiewiczem na Starym Mieście.
- Filateliści odkryli, że Słania miał zwyczaj podczas grawerowania znaczka umieszczania na nim mikroskopijnych imion swoich bliskich (tzw. tajnopisy). Rodzina (w tym sam autor) służyli natomiast niejednokrotnie jako modele podczas prac nad anonimowymi postaciami, które znajdują się na znaczkach. Jako przykład może tu posłużyć polski znaczek z serii lotniczej „Trasa W-Z” (1952) o nominale 1,40 zł: po lewej stronie, na wierzchołkach drzew można odczytać imię żeńskie – Lilka oraz nazwisko siostry – Majewska. Na innym znaczku z serii „Uruchomienie Fabryki Samochodów Osobowych na Żeraniu” (1952) monter zakładający koło jest podobny do samego autora[6]. Te „tajnopisy” można odczytać przy 8-krotnym powiększeniu[3].
- Na 95. urodziny swojej matki zaprojektował i wykonał staloryt do „prywatnego znaczka” – w miejsce państwa wpisał „Józefa Słania”, zamiast nominału „95”[8].
- Jednym ze słynniejszych żartów grawera był znaczek wydany z okazji corocznego maratonu narciarskiego „Vasalopet”, gdzie na pierwszym planie umieścił swoją podobiznę. Słania na znaczku nosi numer startowy 1972 i nazwisko „J. Afton”. To data ukończenia pracy: Jul Afton, po szwedzku „Wigilia Bożego Narodzenia”, rok 1972[8].
- Największy na świecie znaczek (60 na 81 mm) wykonany techniką grawerską, przedstawiający fragment fresku „Wielkie czyny szwedzkich królów” z Pałacu Drottningholm, wykonanym w 2000 roku, jako tysięczny znaczek w karierze został wpisany do Księgi Rekordów Guinnessa
- Dla Chińskiej Poczty wykonał dwa znaczki z bażantami. Na wystawę, gdzie miał dawać autografy, sprzedano 40 tys. biletów. Przyszło 150 tys. miłośników znaczków, a pilnowało go trzystu policjantów[8].

## Odznaczenia, nagrody i wyróżnienia
- W 1972 roku został uhonorowany przez króla Szwecji Gustawa VI Adolfa tytułem Nadwornego Grawera (był także nadwornym grawerem Danii i Monako)[1][6]
- Został wyróżniony Złotym Medalem Królewskim[8] (wg. innego źródła król Szwecji Karol XVI Gustaw wręczył mu medal Ósmej wielkości z niebieską wstęgą)[3].
- Królowa Danii Małgorzata II wręczyła mu Order Danebroga[8].
- Książę Monako Rainier III nadał mu Kawalerski Order Św. Karola[8][3].
- Od Aleksandra Kwaśniewskiego otrzymał Krzyż Komandorski Orderu Zasługi Rzeczypospolitej Polskiej w 1998[9].
- Nagroda Roberta Stolza za serię Muzyka w Szwecji, przyznana w 1984 przez Philatelistic Music Circle[5].
- Nagroda za najładniejszy znaczek świata – szwedzki znaczek Balet (1979 rok)[5].
- W 1991 roku w 70. rocznicę urodzin ambasador RP w Szwecji wręczyła artyście Srebrny Krzyż Zasługi[3].

## Upamiętnienie
- Pierwszą Szwedzką Akademię Sztuki Filatelistycznej, powołaną w 1981, nazwano jego imieniem[6].
- W kilku krajach założono specjalne grupy studyjne analizujące jego metody pracy. W Wisconsin działa grupa badawcza Czesław Slania Study Group wydająca poświęcony mu periodyk[4].
- W Danii wydano katalog „Mestaren Czesław Słania. Biografi och Katalog”[6].
- Zorganizowano kilkanaście wystaw filatelistycznych (krajowych i zagranicznych) prezentujących dorobek artystyczny Czesława Słani.

Wielokrotnie ich otwarcie odbyło się w Muzeum Poczty i Telekomunikacji we Wrocławiu, które liczy sobie tyle samo lat co Słania: w 1991 (70-lecie), w 1996 (jubileusz 75-lecia) i w październiku 2001 (80-lecie), w 2010 roku. W 1989 roku hrabia Lennart Bernadotte w swoim pałacu na wyspie Mainau zorganizował wystawę prac artysty, wydano także album prac Czesława Słani. Najwięcej wystaw odbyło się w związku z setną rocznicę urodzin artysty w 2021 roku m.in. w Muzeum Poczty i Telekomunikacji we Wrocławiu, w Narodowym Banku Polskim w Krakowie (wystawa "Czesław Słania. Czarodziej Stalorytu", która odbywała się w ramach Open Eyes Art Festival), na Poczcie Głównej w Lublinie, w Muzeum Poczty w Sztokholmie.
- Muzeum Poczty w Sztokholmie na obchodach stulecia urodzin Słani zaprezentowało film dokumentalny "Gigant w miniaturze”[5].
- Przedsiębiorstwo PostNord (dawniej Poczta Szwedzka) z okazji setnej rocznicy urodzin Słani wyemitowało okolicznościowy znaczek z jego wizerunkiem według projektu Marzanny Dąbrowskiej. Autorem rytu jest Lars Sjoeoeblom[5].
- W 2021 roku Poczta Polska wyemitowała znaczek pocztowy z wizerunkiem grawera. Autorką projektu jest Marzanna Dąbrowska, a autorem rytu Przemysław Krajewski. Czesław Słania przedstawiony jest podczas wykonywania rytu znaczka (numer katalogowy: 5181). Znaczek wykonano w 100 rocznicę urodzin artysty. Wydany został także blok nr. 242 (numer katalogowy:5181). Na bloku oprócz znaczka, na którym Czesław Słania jest przedstawiony w czasie pracy, jest inny jego portret jako młodego mężczyzny, są narzędzia jakimi pracował, a także znaczek przedstawiający Bitwę pod Grunwaldem Jana Matejki, który stanowił jego pracę dyplomową  na Akademii Sztuk Pięknych[12].
- Kluby miłośników jego prac działają między innymi w Danii, Szwecji, USA i Polsce[4]. Kluby zainteresowań znaczkami Słani w Polsce działają w Radomiu i Jeleniej Górze[3].
- W 1999 rodzinna Czeladź przyznała mu tytuł honorowego obywatela[1].
- 24 marca 2006 odsłonięto tablicę pamiątkową na budynku przy ul. Krzywej 2 w Czeladzi, w którym mieszkał artysta[1].

## Publikacje
- W 2011 roku Muzeum Poczty i Telekomunikacji we Wrocławiu wydało katalog wystawy, która odbyła się w muzeum w 2010 roku Czesław Słania w kolekcji Jerzego Krysiaka[10].
- W 2019 roku przez Wydawnictwo Poznańskie została wydana książka Macieja Brencza Farerskie kadry. Wyspy, gdzie owce mówią dobranoc, w której jeden z rozdziałów poświęcony jest Czesławowi Słani, który współpracował przez trzydzieści lat z pocztą farerską. W trakcie tej współpracy wydano około sto znaczków jego projektu dla Wyspach Owczych[13].
- Z okazji setnej rocznicy urodzin artysty Instytut Polski w Sztokholmie, szwedzkie Towarzystwo Czesława Słani (Slaniasamfundet), przy wsparciu Akademii Sztuk Pięknych im. Jana Matejki w Krakowie wydali "Jubileuszową antologię" o Czesławie Słani. Publikacja została wydana po szwedzku i po polsku, jest zbiorem artykułów przedstawiających życie i twórczość artysty[5].
- W 2021 roku Oficyna Wydawnicza „Rytm” wydała album autorstwa Zygmunta Jagodzińskiego Moi wielcy artyści - Czesław Słania, Piotr Naszar, Andrzej Heidrich, w którym prezentowany jest bogaty materiał ilustracyjny (czarno-biały i barwny) dotyczący m.in. twórczości Czesława Słani[14].